# Baile an Sceilg
Baile an Sceilg (englisch Ballinskelligs, deutsch: der Ort am zerklüfteten Felsen) ist ein Dorf in der Grafschaft Kerry im äußersten Südwesten der Provinz Munster in der Republik Irland. Die Ortschaft gehört zur Gaeltacht. 2011 hatte der Wahlbezirk von Baile an Sceilg 375 Einwohner.

## Lage
Baile an Sceilg liegt etwa 15 Kilometer südsüdwestlich von Cahersiveen auf der Iveragh-Halbinsel an der Ballinskelligs Bay (Bá na Scealg) gegenüber von An Coireán. Über die Regionalstraße R566 ist Baile an Sceilg mit dem Ring of Kerry (N70) verbunden. Der Wild Atlantic Way teilt sich hier die Strecke mit der R566. Vorgelagert ist die kleine Insel Oileán na gCapall (englisch: Horse Island).

## Geschichte
Südwestlich von Baile an Sceilg liegt Kildreelig (Cill Rialaig), eine früher kirchlicher Ort, der wenigstens in das achte Jahrhundert zurückreicht.
Das Priorat St. Michael Ballinskelligs wurde im 11. Jahrhundert durch Augustiner gegründet. Das Kloster wird mit dem Monasterium Ibracense, das Cormac Mac Cárthaigh errichtet haben soll. 
Das Ballinskelligs Castle stammt aus dem 16. Jahrhundert und wurde von den MacCarthy Mór errichtet, um die Bucht vor Piraten zu schützen. 
1875 wurde hierher eines der ersten transatlantischen Kommunikationskabel von Tor Bay, Neuschottland, Kanada, gelegt. 

## Cill Rialaig
Unter dem Titel Cill Rialaig Arts finden in Baile an Sceilg Ausstellungen zeitgenössischer Künstler bei der Wüstung Bolus Head statt. Ins Leben gerufen wurden diese Ausstellungen von Noelle Campbell-Sharp.